# Susana Arrais
Pour les articles homonymes, voir Arrais.
Susana Arrais, née le 6 octobre 1975, est une actrice portugaise.

## Biographie
Susana Arrais est connue pour son rôle de Jacinta Lamego dans la telenovela Deixa que Te Leve (pt), ainsi que pour son rôle de Cláudia Folque dans la telenovela Valor da Vida (pt). 
Le couple formé par Cláudia Folque et Becas Brito (Teresa Tavares) est désigné par le mot-valise Claudecas par les fans.

## Filmographie

### Comme actrice
- 1997 : Riscos (série télévisée)
- 1998 : Diário de Maria (série télévisée) : Isabel Fonseca (2 épisodes)
- 2001 : Nunca Digas Adeus (série télévisée) : Vera jeune
- 2001 : O Espírito da Lei (série télévisée) : Mónica Santos (13 épisodes)
- 2002 : Sonhos Traídos (série télévisée) : Maria José Garrido (170 épisodes)
- 2003 : Santos da Casa (série télévisée)
- 2003-2004 : Lusitana Paixão (série télévisée) : Marta (31 épisodes)
- 2005 : O Quadrado das Bermudas (série télévisée)
- 2007 : Jura (série télévisée) : Ágata (6 épisodes)
- 2007 : Ilha dos Amores (série télévisée) : Carmo Machado da Câmara (162 épisodes)
- 2008 : Casos da Vida (série télévisée) : Júlia
- 2008-2009 : Morangos com Açúcar (série télévisée) : Isaura Campos (223 épisodes)
- 2009 : April Showers
- 2009 : Conexão (mini-série) : Alexandra Gomes (2 épisodes)
- 2009-2010 : Deixa que Te Leve (pt) (série télévisée) : Jacinta Lamego (300 épisodes)
- 2010 : Meu Amor (série télévisée) : Dulce da Boa Morte (131 épisodes)
- 2011 : Tempo Final (mini-série) : Paula
- 2011 : Liberdade 21 (série télévisée)
- 2012 : A Mãe do Meu Filho (téléfilm) : Clara
- 2012 : O Último Verão (téléfilm) : Júlia
- 2012 : Maternidade (série télévisée) : Anabela
- 2013 : Hotel Cinco Estrelas (série télévisée) : Cláudia
- 2013 : Dancin' Days (série télévisée) : Francisca Morgado (24 épisodes)
- 2013 : Mundo ao Contrário (série télévisée) : Patrícia Pereira Viana (146 épisodes)
- 2013 : The Invisible Life : Paula
- 2014 : Que Se Lixe o Guugle (court métrage)
- 2015 : Mar Salgado (série télévisée) : Irene (8 épisodes)
- 2014-2015 : Mulheres (série télévisée) : Cláudia Cardoso (316 épisodes)
- 2015 : Jardins Proibidos (série télévisée) : Sónia (52 épisodes)
- 2015-2016 : Santa Bárbara (pt) (série télévisée) : Francisca Magalhães (263 épisodes)
- 2016-2017 : Miúdo Graúdo (série télévisée) : Cláudia Freitas (16 épisodes)
- 2017 : Ouro Verde (série télévisée) : Jéssica (221 épisodes)
- 2017 : A Família Ventura (mini-série) : Soraia (4 épisodes)
- 2018 : Excursões Air Lino (série télévisée) : Salomé (3 épisodes)
- 2018-2019 : Circo Paraíso (série télévisée) : Fátima (13 épisodes)
- 2018-2019 : Valor da Vida (pt) (série télévisée) : Cláudia Folque (199 épisodes)

### Comme producteur exécutif
- 2005 : O Quadrado das Bermudas (série télévisée)